# ゼクラ・アルワチ
ゼクラ・アルワチ（英語: Zekra Alwach）こと、ゼクラ・ムハンマド・ジャービル・アルワシュ・アル＝アバヤチ（アラビア語: ذكرى محمد جابر علوش العبايجي、英語: Zekra Muhammed Jaber Alwash Al-Abayachi）は、バグダドーの市長である。 
アルワチは、イラクの工科大学で学士（工学）を、バクダード大学で修士（建設事業マネジメント）を、イラクの工科大学で博士（建設事業マネジメント）をそれぞれ取得した。1993年から建設事業の技術者として経歴を積み始め、高等教育省局長に任命され、高度な技術を持つテクノクラート（技監）とみなされるまでに至った。  
バグダード市は、アルワチを市長に選出した。これにより、アルワチはアラブ連盟加盟国の首都で唯一となる女性市長となり、前市長であり、無能だとＳＮＳや一般市民で非難されてきたNaim Aboub al-Kaabiは解任された。アルワチはイラクの首相であるハイダル・アル＝アバーディに直接報告を上げる立場となった。 
唯一の英語で刊行されたインタビューでアルワチは、戦争で荒廃した都市を運営することの課題、感じる責任の重さ、イラクにおける女性の権利のための戦いについて語った。彼女は少将のアリ・アラジ（Ali Araji）と結婚した。 